# Dock (MacOS)
Dock es una característica del entorno gráfico de macOS, el sistema operativo de Apple . Sin embargo, esta funcionalidad es similar a la que se encuentra en otros sistemas operativos, como la barra de tareas de Microsoft Windows y elementos similares a Linux . Se trata de una barra situada por defecto en la parte inferior de la pantalla, que contiene todos los iconos de las aplicaciones, carpetas o archivos preferidos del usuario. Esta área también contiene la Papelera de reciclaje. Una barra de aplicaciones también llamada "Dock" está presente en iOS y iPadOS.

## Antecedentes
El concepto del Dock fue popularizado por NeXTSTEP, el sistema operativo que había servido notablemente como base para Mac OS X. Sin embargo, su origen se remonta al sistema operativo Arthur lanzado en 1997 y antepasado del sistema operativo RISC. Entonces, el Dock se llamó "Iconbar". Los sistemas de archivos montados y otras cosas (como la impresora) se iconizaron a la izquierda de la barra de iconos. La parte derecha estaba reservada para ejecutar aplicaciones. Los archivos se podrían arrastrar y soltar a esta barra 

## Apariencia
El Dock de MacOS contiene en su zona izquierda los iconos de las aplicaciones preferidas del usuario, que sólo hace falta hacer clic para iniciar. Las aplicaciones en ejecución se distinguen por la presencia de un pequeño punto negro o blanco o triángulo según la versión (el círculo blanco translúcido bajo Mac OS ' no estaban presentes en el Dock antes de ser lanzados (desaparecen en cuanto se cierra la aplicación ). En particular, el gestor de archivos de macOS, llamado Finder, se considera que se ejecuta constantemente, por tanto, su icono siempre está presente en el extremo izquierdo del Dock y no se puede eliminar, como tampoco la Papelera que se encuentra permanentemente al extremo derecho de Dock, 
A medida que se lanzan aplicaciones que no estaban presentes en el Dock, éste se amplía para acoger su icono. Cuando el Dock ha utilizado toda la anchura disponible (o la altura según su posición en la pantalla), reduce el tamaño de cada uno de sus iconos y, finalmente, sigue creciendo. Cuando se salen las aplicaciones cuyos iconos no estaban presentes en Dock, Dock vuelve a su tamaño original.
Dock está centrado, a diferencia de la barra de tareas de Windows que, antes de la versión de Windows 11, siempre estaba alineada a la izquierda.

## Características
Para determinadas aplicaciones, hacer clic con el botón derecho (o Control+clic) en su icono en el Dock permite acceder a sus principales funcionalidades (leer o reenviar rápido para iTunes, leer correo o escribir un mensaje para Mail, por ejemplo). Esto también muestra una lista de ventanas abiertas actualmente en la aplicación..
Es posible navegar entre aplicaciones abiertas mediante el atajo de teclado Command + Tab que cambia a la última aplicación utilizada . Si mantiene pulsada la tecla de orden, los iconos de todas las aplicaciones abiertas aparecerán en el centro de la pantalla, ordenadas por orden de último uso, permitiendo la navegación mediante Tab o Mayús+Tab (para navegar al revés) en la aplicación deseada antes de soltar el orden. . Esta funcionalidad es muy similar a la de Windows Alt-Tab, pero menos precisa ya que Alt-Tab navega entre todas las ventanas mientras que Command-Tab sólo navega entre aplicaciones (que pueden tener varias ventanas abiertas).

## Archivos, carpetas, ventanas minimizadas y papelera de reciclaje
El área derecha de Dock puede contener accesos directos a archivos o carpetas. Haciendo clic con el botón derecho (o haciendo clic con el orden) en el icono de una carpeta le permite ver rápidamente su contenido. Esta área también contiene cualquier ventana reducida, mostrando una miniatura con el icono de la aplicación a la que pertenecen en primer plano. Finalmente, el área derecha del Dock también contiene el icono de la papelera, en el que puede arrastrar y soltar los archivos o carpetas de los que desea deshacerse. Cuando un volumen ( disco duro externo, unidad óptica, servidor remoto, etc.) es arrastrado e introducido por el puntero, la papelera de reciclaje se convierte en un signo de expulsión, que permite expulsar o desconectar el volumen. 

## Personalización
Aparte de los iconos del Buscador y de la Papelera, situados en los extremos del Dock, el usuario puede añadir y eliminar todos los iconos de aplicaciones, carpetas y archivos que quiera arrastrando y soltando. Para añadir una aplicación al Dock, simplemente arrastre su icono al área izquierda. Para realizar la operación inversa, simplemente arrastre el icono fuera del Dock y desaparece en un pequeño puf » de humo. Bruce Tognazzini criticó esa característica como confusa. El orden de los iconos también se puede cambiar arrastrando y soltando.
El usuario puede elegir la posición del Dock en la pantalla (izquierda, inferior o derecha). Algunas aplicaciones de terceros permiten al usuario colocar el Dock en la parte superior de la pantalla, debajo del área de menú única y/o anular la alineación por defecto del centro lateral.
También es posible ocultar automáticamente el Dock y sólo hacerlo aparecer cuando el usuario coloca el cursor junto a la pantalla donde se supone que está el Dock. Esta funcionalidad es notablemente accesible mediante el atajo de teclado Orden + Opción + D.
Por último, se puede cambiar el tamaño, la ampliación al pasar el cursor por encima de los iconos y el tipo de reducción de las ventanas.
Hasta Mac OS X Lion, era posible modificar fácilmente el fondo del Dock, algo imposible bajo Mountain Lion...

## Reseñas
Bruce Tognazzini, un antiguo empleado de Apple, ha hecho varias críticas al macOS Dock. Entre otras cosas, señala que el Dock utiliza demasiado espacio vertical en la pantalla, que es probable que las posiciones de los iconos cambien cuando se abren nuevas aplicaciones y que los archivos fijados en el Dock no se pueden distinguir porque tienen el mismo icono siempre que tengan el mismo icono. son del mismo tipo.
Dock es muy reducido en términos de funcionalidad en comparación con la barra de tareas de Windows. Por ejemplo, no es posible mostrar etiquetas para los iconos de las ventanas abiertas, ni separar los iconos de diferentes ventanas de la misma aplicación. : haciendo clic en el icono de Dock abre todas las ventanas de la aplicación a la vez.

## Alternativas
Existen elementos más o menos comparables en la mayoría de los otros sistemas operativos, se trata de la barra de tareas, que existe en Windows y en determinados entornos gráficos para Linux, en particular KDE y GNOME, que añaden un menú central que permite navegar por ordenador, así como acceso a varios escritorios virtuales. 
También hay software comercial o software libreque permite reproducir el Dock OS X en Windows. Existe, por ejemplo, RK Launcher o X-Windows Dock. Otras utilidades similares están disponibles bajo GNU/Linux, como Cairo-dock o Avant Window Navigator (sitio oficial

## Etimología
Dock es una palabra inglesa para el sitio de los puertos marítimos donde los barcos descargan su carga y se someten a diferentes mantenimientos o reparaciones, que en castellano equivale a muelle.